# Công ước quốc tế về bảo vệ tất cả mọi người khỏi bị cưỡng bức mất tích
Công ước quốc tế về bảo vệ tất cả mọi người khỏi bị cưỡng bức mất tích (ICPPED) là một văn kiện nhân quyền quốc tế của Liên Hợp Quốc nhằm mục đích cấm cưỡng bức mất tích. Công ước được Đại Hội đồng Liên Hợp Quốc thông qua vào ngày 20 tháng 12 năm 2006, được mở ký vào ngày 6 tháng 2 năm 2007 và có hiệu lực vào ngày 23 tháng 12 năm 2010. Tính đến tháng 8 năm 2024, 76 quốc gia tham gia Công ước.

## Bối cảnh
Năm 1978, Đại Hội đồng Liên Hợp Quốc thông qua nghị quyết yêu cầu Ủy ban Nhân quyền Liên Hợp Quốc đưa ra khuyến nghị về vấn đề cưỡng bức mất tích. Năm 1992, Đại Hội đồng Liên Hợp Quốc thông qua tuyên ngôn về cưỡng bức mất tích, tuyên bố rằng việc cưỡng bức mất tích vi phạm nhân phẩm và trái với Hiến chương Liên Hợp Quốc. Năm 2001, Ủy ban Nhân quyền thành lập một tổ công tác liên kỳ họp để soạn thảo một văn kiện ràng buộc về mặt pháp lý nhằm cấm cưỡng bức mất tích.
Tổ công tác hoàn thành dự thảo Công ước vào năm 2006. Ngày 29 tháng 6 năm 2006, Hội đồng Nhân quyền Liên Hợp Quốc thông qua dự thảo Công ước. Pháp đề nghị tổ chức lễ ký Công ước.
Ngày 20 tháng 12 năm 2006, Đại Hội đồng Liên Hợp Quốc thông qua Công ước và mở ký Công ước tại Paris.

## Nội dung
Điều 1 Công ước quy định rằng
Không có bất kỳ trường hợp ngoại lệ nào, dù là trong chiến tranh hay đe dọa của chiến tranh, trong tình hình chính trị nội bộ bất ổn hay các trường hợp cấp thiết khác, có thể viện dẫn để biện minh cho việc cưỡng bức mất tích.

Điều 2 Công ước định nghĩa "cưỡng bức mất tích" là
việc bắt giữ, tạm giam, bắt cóc hoặc bất cứ hình thức tước đoạt quyền tự do được thực hiện bởi các cơ quan nhà nước hoặc của người hoặc nhóm người được ủy quyền, hỗ trợ hoặc hẫu thuẫn của Nhà nước, được đi cùng với một sự khước từ nhận biết về việc tước đoạt tự do hoặc bởi việc che giấu số phận hoặc nơi cư trú của người mất tích, ở nơi như vậy một người nằm ngoài sự bảo vệ của pháp luật.

Điều 5 Công ước quy định việc tiến hành hành vi cưỡng bức mất tích cấu thành một tội ác chống lại loài người.
Các bên tham gia Công ước có trách nhiệm:
- Điều tra hành vi cưỡng bức mất tích và truy cứu trách nhiệm của người thực hiện hành vi cưỡng bức mất tích;
- Đảm bảo việc cưỡng bức mất tích cấu thành một tội phạm theo luật hình sự;
- Thực hiện thẩm quyền đối với tội phạm cưỡng bức mất tích khi người bị cáo buộc đang có mặt tại vùng lãnh thổ thuộc thẩm quyền của quốc gia đó;
- Hợp tác với những quốc gia khác trong việc truy tố hoặc dẫn độ người bị cáo buộc và hỗ trợ nạn nhân của việc cưỡng bức mất tích hoặc tìm thi hài của nạn nhân nếu người đó đã chết;
- Tôn trọng tiêu chuẩn pháp lý tối thiểu về việc tước quyền tự do, bao gồm quyền yêu cầu tòa án xác định tính hợp pháp của việc tước quyền tự do;
- Đảm bảo rằng nạn nhân của việc mất tích cưỡng bức có quyền nhận được đền bù và bồi thường về những thiệt hại vật chất và tinh thần.

Một Ủy ban về vấn đề cưỡng bức mất tích được thiết lập để thực hiện các chức năng được quy định theo Công ước, gồm mười chuyên gia được các quốc gia thành viên lựa chọn. Mỗi quốc gia thành viên phải báo cáo trước Ủy ban về các biện pháp để thực hiện các nghĩa vụ của mình theo Công ước chậm nhất là hai năm sau khi Công ước có hiệu lực.
Một quốc gia thành viên có thể công nhận thẩm quyền của Ủy ban để tiếp nhận, xem xét thông tin của một cá nhân thuộc thẩm quyền của quốc gia đó cho rằng bản thân là nạn nhân của hành vi vi phạm các quy định của Công ước của quốc gia thành viên đó.

## Phản đối

### New Zealand
Chính phủ New Zealand bày tỏ mối lo ngại về sự mâu thuẫn giữa Công ước và luật pháp quốc tế. Cụ thể thì New Zealand không đồng ý với việc quy định việc cưỡng bức mất tích là tội ác chống lại loài người và việc xác định trách nhiệm hình sự của chỉ huy quân đội trong trường hợp cưỡng bức mất tích. Năm 2007, người phát ngôn Bộ Ngoại giao New Zealand cho biết New Zealand không dự kiến ký hoặc phê chuẩn Công ước. Hiện tại, New Zealand vẫn chưa tham gia Công ước.

### Vương quốc Anh
Hiện tại, Vương quốc Anh chưa ký Công ước vì không đồng ý với một số điểm kỹ thuật. Ví dụ: Đại sứ Anh Lee-Smith giải thích rằng nếu việc tước quyền tự do của một người được thực hiện theo quy định pháp luật của một quốc gia và không phải là "sự mất tích cưỡng bức" thì quốc gia đó có thể không cung cấp thông tin liên quan đến người bị tước quyền tự do cho người thân và luật sư như theo quy định của Điều 17 Công ước.

### Hoa Kỳ
Người phát ngôn Bộ Ngoại giao Hoa Kỳ Sean McCormack giải thích rằng Hoa Kỳ không ký Công ước vì dự thảo chưa đáp ứng các yêu cầu, kỳ vọng của Hoa Kỳ. Ví dụ: Hoa Kỳ phản đối việc người thi hành mệnh lệnh của cấp trên vẫn phải chịu trách nhiệm hình sự về hành vi cưỡng bức mất tích.

## Danh sách các bên tham gia
57 quốc gia ký Công ước tại lễ ký Công ước ở Paris, bao gồm Albania, Algeria, Argentina, Áo, Azerbaijan, Brasil, Burkina Faso, Burundi, Congo, Croatia, Pháp, Ghana, Guatemala, Haiti, Nhật Bản, Litva, Maldives, Moldavia, Maroc, Uganda, Senegal, Serbia, Sierra Leone, Macedonia, Chad, Tunisia, Vanuatu, Bỉ, Bolivia, Bosna và Hercegovina, Cameroon, Cape Verde, Chile, Comoros, Costa Rica, Cuba, Síp, Phần Lan, Grenada, Honduras, Ấn Độ, Kenya, Liban, Luxembourg, Madagascar, Mali, Malta, México, Monaco, Mông Cổ, Montenegro, Niger, Paraguay, Bồ Đào Nha, Samoa, Thụy Điển và Uruguay. Hoa Kỳ và Vương quốc Anh chưa bao giờ ký Công ước. Một số nước châu Âu ban đầu không ký Công ước, bao gồm Tây Ban Nha, Ý, Đức và Hà Lan, nhưng sau đó ký và phê chuẩn Công ước.
Tính đến tháng 8 năm 2024, 76 quốc gia đã tham gia Công ước.